# Åke Holmberg
Åke Robert Holmberg (* 31. Mai 1907 in Stockholm; † 9. September 1991 ebenda) war ein schwedischer Schriftsteller und Übersetzer. Er wurde insbesondere wegen seiner Kinderbücher um den Privatdetektiv Teffan Tiegelmann bekannt; in neueren Übersetzungen im Arena-Verlag wird Tiegelmann nun mit seinem schwedischen Namen Ture Sventon bezeichnet.

## Bibliografie
- Skuggornas hus (1946)
- Ett äventyr i Stockholm (1946)
- Gritt. Flickan som ägde en van Gogh (1947)
- Kaj i kungens kök (1947)
- Du kanske lyckas, Gritt (1948)
- Privatdetektiv Tiegelmann (1948) (verfilmt 1972)
- Historien om Gritt 1949
- Privatdetektiv Tiegelmann in der Wüste (1949)
- Privatdetektiv Tiegelmann in London (1950)
- Fröken tulpan (1952)
- Privatdetektiv Tiegelmann und die Goldgräber (1952) (Hörspiel)
- Privatdetektiv Tiegelmann in Paris (1953)
- Privatdetektiv Tiegelmann in Stockholm (1954)
- Privatdetektiv Tiegelmann im Zirkus (1955)
- Sverige söderut med Stina och Anders (1956)
- Sverige norrut med Stina och Anders (1957)
- Stina och Anders på Västkusten 1958
- Herr Olssons galoscher (1958)
- Det var en gång (1960)
- Leksaksfönstret (1962)
- Privatdetektiv Teffan Tiegelmanns neue Abenteuer 1964
- Lilla spöket (1965)
- Privatdetektiv Tiegelmann und das Spukhaus (1965)
- En frukost i Aquileia (1967)
- Lilla spökets julafton (1967)
- Privatdetektiv Tiegelmanns fliegender Teppich 1968
- Privatdetektiv Tiegelmann im Warenhaus (1968)
- Tågresan (1968)
- Då fick jag en idé, sa Mårten (1969)
- Flygresan (1970)
- Privatdetektiv Tiegelmann und der fliegende Teppich 1971
- Monstret (1971)
- Ture Sventon reser till öknen 1972
- Båtresan (1973)
- Ture Sventon i stora världen 1973
- Teffan Tiegelmann in Venedig (1973)
- Ballongresan (1975)
- Privatdetektiv Tiegelmann 1984
- Privatdetektiv Tiegelmann in London und Paris 1987

## Preise und Auszeichnungen
- Svenska Dagbladets Litteraturpreis 1948
- Tidningen Vi:s litteraturpris 1952
- Nils-Holgersson-Plakette 1961
- Astrid-Lindgren-Preis 1967
- Schwedischer Krimipreis für besten Krimi für Kinder und Jugendliche 1980
- Astrid-Lindgren-Preis der Fédération Internationale des Traducteurs 1981